# گوهرسوسکان
گوهرسوسکان (نام علمی: Buprestidae) نام یک تیره از زیرراسته سوسک‌های همه‌چیزخوار است.

## نگارخانه

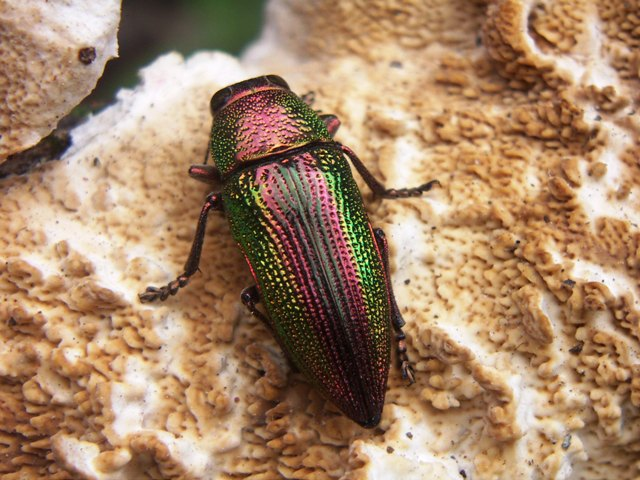
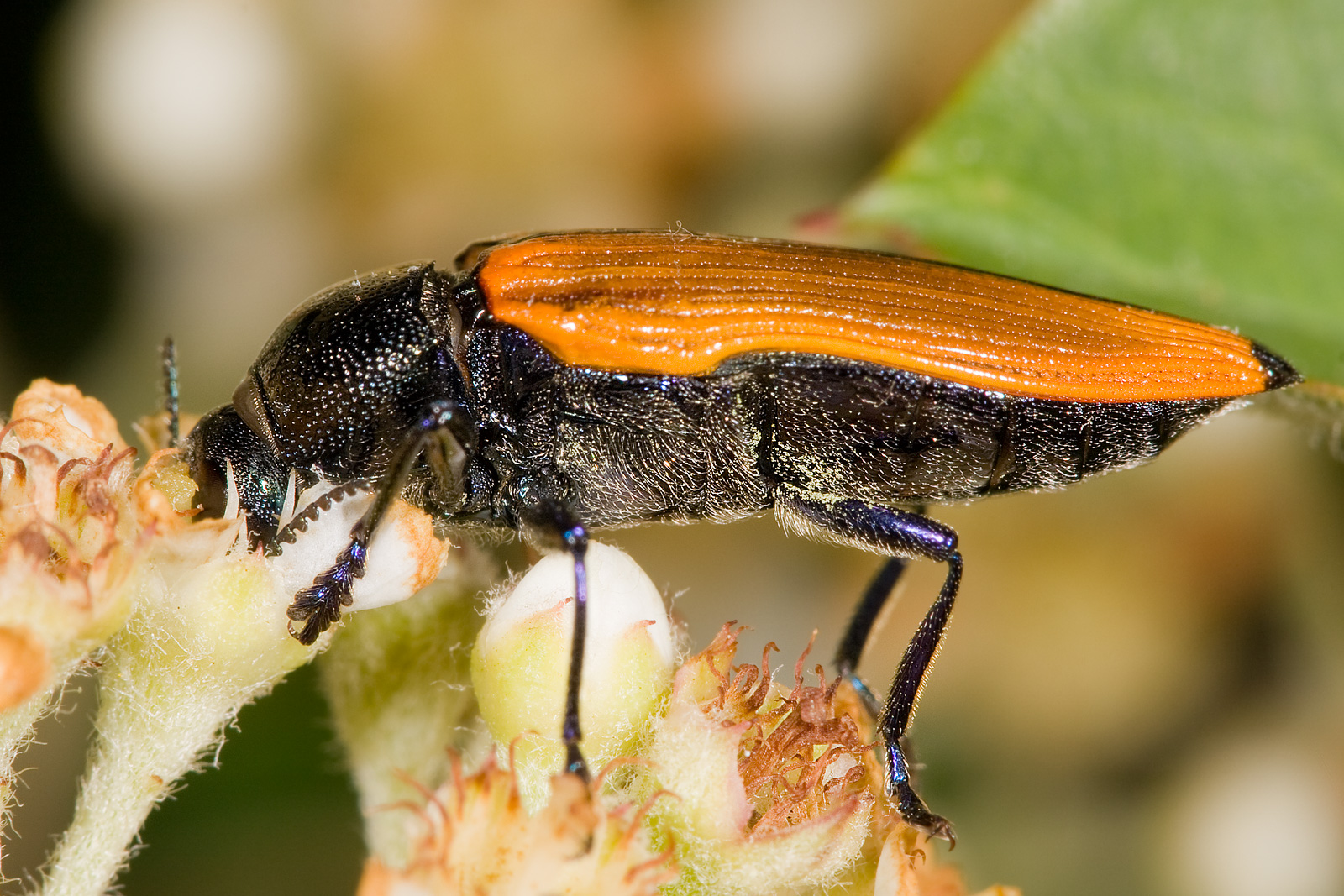
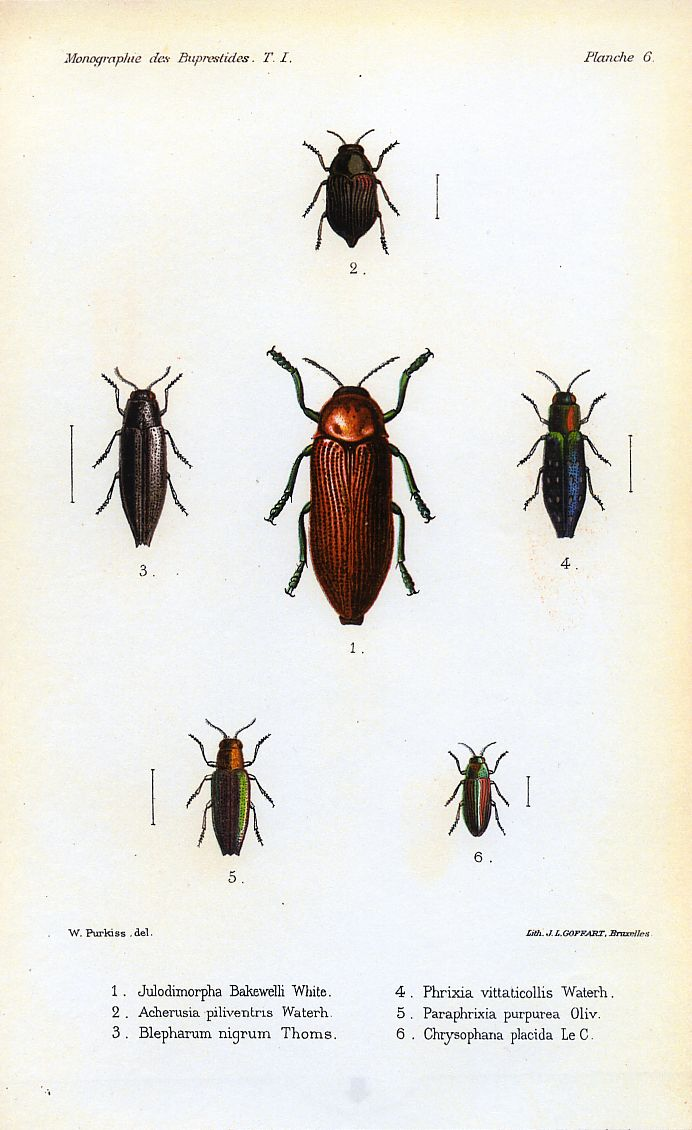
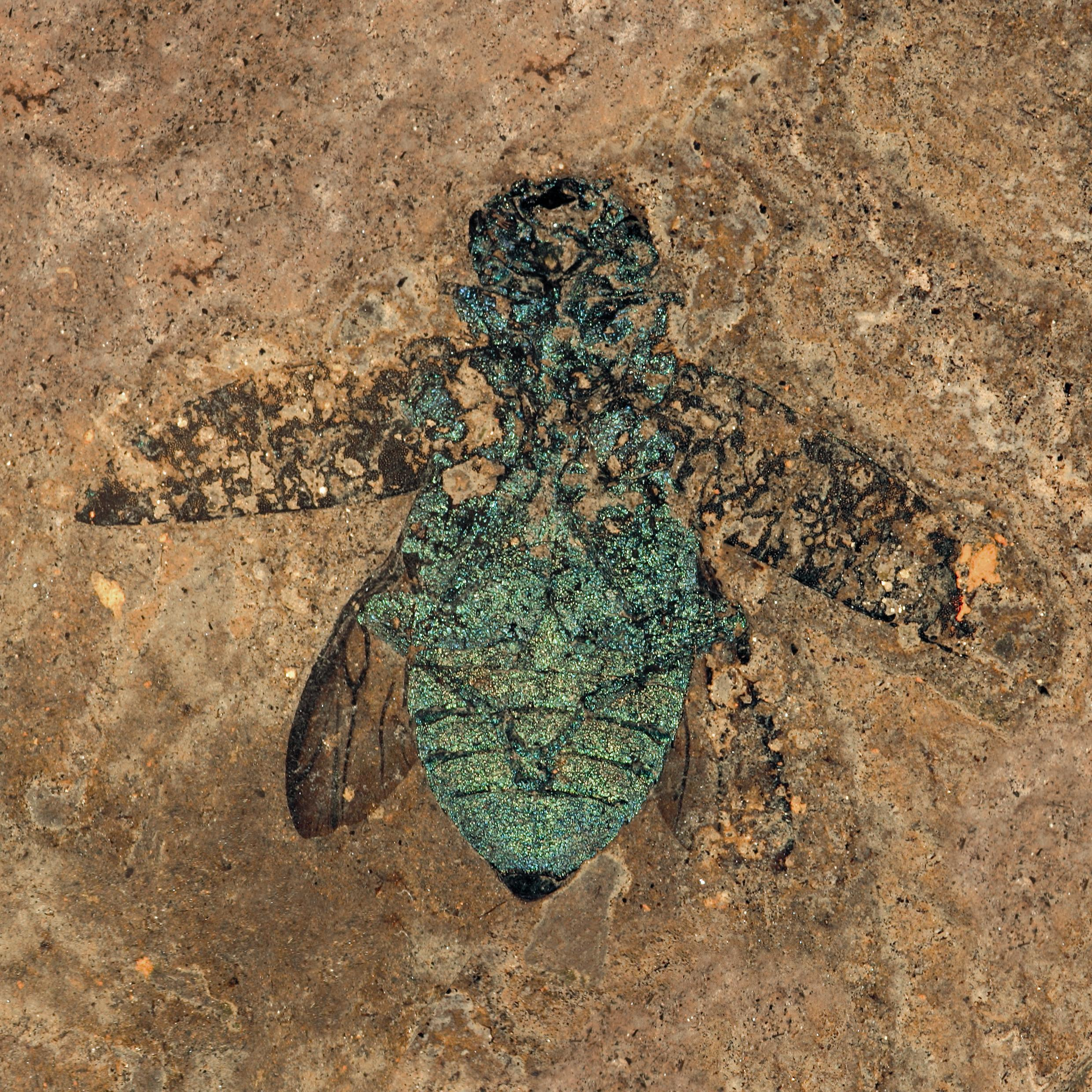